# Sebastian di Zazzo
Sebastian di Zazzo, född 1887, död 1952, han var en svensk dragspelsvirtuos från Italien.

## Biografi
Di Zazzo kom från byn San Biagio i Italien. 1901 flyttade han till Sverige med sina föräldrar. Under resan till Sverige besökte han bland annat dragspelsfabriken i Castelfidardo. Där kom han även att köpa ett treradigt dragspel (halvkromatiskt). Han väckte stor uppmärksamhet med instrumentet då han kom till Sverige, eftersom man endast hade Magdeburgerspel i det landet. Mellan 1906 och 1907 genomförde han turnéer med landsmannen Guido Benito Porelli. Han bildade bandet Di Zazzo Duo tillsammans med landsmannen Giuseppe Valente. De kom även att göra turnéer tillsammans.

## Skivor
Från 1909 och fram till 1940-talet gjorde di Zazzo många skivinspelningar. Han spelade även in skivor tillsammans med Porelli, Valente (Di Zazzo Duo).